# Secante (trigonometria)

Gráfico da função secante

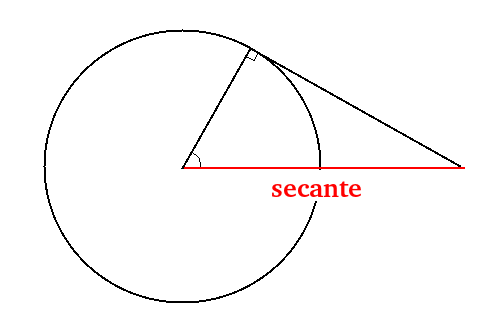
Secante definida no círculo trigonométrico

Em trigonometria a secante é uma função trigonométrica definida como a recíproca do cosseno e indicada separadamente com a notação sec:
{\displaystyle \sec x={\frac {1}{\cos x}}.}
Num triângulo retângulo, a secante de um ângulo agudo corresponde à razão da hipotenusa pelo cateto adjacente.
A secante é uma função periódica com período {\displaystyle 2\pi ,} formalmente:
{\displaystyle \sec x=\sec(x+2k\pi ),k\in \mathbb {Z} .}
A sua derivada é
{\displaystyle {\frac {d}{dx}}\sec x={\frac {\mathrm {sen} \,x}{\cos ^{2}x}}={\frac {1}{\cos x}}\cdot {\frac {\mathrm {sen} \,x}{\cos x}}=\sec x\cdot \tan x.}